# Liquid Swords
Liquid Swords è il secondo album da solista di GZA, membro ufficiale dei Wu-Tang Clan, dopo il semi-sconosciuto Words from the Genius. L'album è stato ufficialmente pubblicato il 7 novembre 1995 dall'etichetta Geffen Records. La registrazione delle tracce musicali iniziò nel 1995 a Staten Island, New York, nello studio di registrazione di RZA, leader de-facto del collettivo Hip-Hop, nonché cugino dello stesso GZA.
L'album campiona pesantemente i dialoghi del film di arti marziali Shogun il giustiziere e mantiene, per tutte le tracce prodotte da RZA, un'atmosfera molto cupa campionata principalmente dal Soul. Nei testi di GZA non mancano, come di consueto, riferimenti al crimine, agli stupefacenti in genere e, particolarità dello stesso rapper, agli scacchi e alla filosofia. 
Sebbene sia accreditato a GZA/Genius l'album contiene diverse apparizioni di tutti e nove i membri del Wu-Tang Clan.
Alla sua uscita l'album entrò nella chart list Billboard 200 americana alla nona posizione, e alla seconda nella chart list dei migliori album R&B/Hip-Hop. L'11 gennaio 1996 venne certificato "oro" per le vendite dalla Recording Industry Association of America (RIAA). In principio l'album ricevette buoni responsi dalla critica in generale per la qualità complessiva dei testi e per la musicalità "ipnotica". 
Con il passare degli anni i giudizi positivi sono aumentati grazie a molti editori che l'han considerato uno dei migliori nella storia dell'Hip-Hop. Nel 2007, il quotidiano Chicago Tribute  ha citato Liquid Swords come uno dei "viaggi lirici più sostanziali della storia dell'Hip-Hop". Insieme al primo album da solista di Raekwon, Only Built 4 Cuban Linx..., Liquid Swords è spesso citato come uno degli album da solista più riusciti del Wu-Tang Clan. Dal 2010 si specula che GZA e RZA stiano lavorando ad un sequel per commemorare i 15 anni di Liquid Swords

## Concepimento

### Background
Dopo il successo del primo album da solista del Wu-Tang Clan, Tical di Method Man, e del secondo Return to the 36 Chambers: The Dirty Version di Ol' Dirty Bastard, il membro del Wu-Tang Clan Raekwon registrava il suo primo acclamato album Only Built 4 Cuban Linx... nei primi mesi del 1995. RZA, il produttore di entrambi gli album, in quel periodo completava l'album sopra citato e contemporaneamente dava vita a Liquid Swords.

### Produzione
Come gli altri album del Wu-Tang Clan, Liquid Swords è stato prodotto nel seminterrato di RZA, adibito a studio di produzione a Staten Island, New York. Sui testi GZA dichiarò: "It's hard to say something is gonna be classic or not. But I can say that I felt the magic with this one. I actually saw it grow and come together, and felt that it was special as we were doing it." ("È difficile dire se qualcosa è destinata a diventare un classico o no. Ma posso dire che sento qualcosa di magico in questo. Effettivamente l'ho visto crescere e camminare con me, e ho capito che era speciale quello che avevamo fatto"). Successivamente GZA dichiarò al The Seattle Times:
(GZA)
(GZA)

## Promozione
La copertina dell'album, stando alle note di ringraziamento alla fine dell'album, è stata disegnata dal fumettista Denys Cowan della DC-Milestone Comics e dal manager di GZA Geoffrey L. Garfield, che commissionò il lavoro a Cowan. Garfield, accanito fan di fumetti, disse che la copertina fu supervisionata dall'auspicio della GZA GrafX, una compagnia sussidiaria della GZA Entertainment una compagnia fondata dal rapper e dal suo stesso manager. Il concetto della copertina, due guerrieri armati di spade che combattono su una scacchiera è stato concepito dallo stesso Genius/GZA, accanito giocatore di scacchi. L'iconografia del Wu-Tang Clan, la celebre "G", stavolta di Genius fu renderizzata da DJ Mathematics, membro dietro le quinte del gruppo.
GZA godette anche di una brillante carriera da regista dei suoi stessi video, insieme al manager Garfield. Produsse, appunto, quattro videoclip provenienti dal suo album: Liquid Swords, Cold World, Shadowboxin'/4th Chamber, and I Gotcha Back.
Liquid Swords venne portato sul palco per intero da GZA il 13 luglio 2007 al Pitchfork Music Festival e successivamente in Gran Bretagna il 9 dicembre al All Tomorrow's Parties e il 10 dello stesso mese al KOKO (venue) a Londra. Dopo la cancellazione di una sua successiva apparizione a Brooklyn, New York, GZA andò al Knitting Factory di New York il 13 e 14 dicembre dello stesso mese.

## Tracce
Tutte le tracce sono prodotte da RZA eccetto l'ultima, la numero 13, che è prodotta da 4th Discipline.
| #   | Titolo                                                 | Durata | Partecipanti                                                                                                  | Campionamento |
| --- | ------------------------------------------------------ | ------ | --- | --- |
| 1   | "Liquid Swords"                                        | 4:31   | - Intro/ritornello/voce secondaria: RZA - Versi/ritornello: GZA                                               | - "Mercy, Mercy, Mercy" di Willie Mitchell - "Groovin'" di Willie Mitchell - Dialoghi da Shogun il giustiziere                                                                              |
| 2   | "Duel of the Iron Mic"                                 | 4:06   | - Ritornello: Ol' Dirty Bastard - Primo verso: GZA - Secondo verso: Masta Killa - Terzo verso: Inspectah Deck | - "I'm Afraid the Masquerade Is Over" di David Porter - Dialoghi da Shogun il giustiziere                                                                                                   |
| 3   | "Living in the World Today"                            | 4:23   | - Intro: RZA - Ritornello/versi: GZA - Voce secondaria: Method Man                                            | - "In The Hole" di The Bar-Kays - "I'm His Wife, You're Just a Friend" di Ann Sexton - Dialoghi da Dragon on Fire                                                                           |
| 4   | "Gold"                                                 | 3:57   | - Intro: Method Man - Versi/ritornello: GZA                                                                   | - "The Aries" di Cannonball Adderley |
| 5   | "Cold World"                                           | 5:31   | - Ritornello: Life - Primo verso: GZA - Secondo verso: Inspectah Deck                                         | - "In The Rain" di The Dramatics - "Rocket Love" di Stevie Wonder - "Plastic People" di The Mothers of Invention - Dialoghi da Shogun il giustiziere                                        |
| 6   | "Labels"                                               | 2:54   | - Intro: RZA - Versi: GZA - Outro: GZA, Masta Killa                                                           | |
| 7   | "4th Chamber"                                          | 4:37   | - Primo verso: Ghostface Killah - Secondo verso: Killah Priest - Terzo verso: RZA - Quarto verso: GZA         | - "Groovin'" di Willie Mitchell - "Dharmatma Theme Music (Sad)" di Kalyanji Anandji - Dialoghi da Shogun il giustiziere - "Assassin With Son" dalle colonne sonore di Shogun il giustiziere |
| 8   | "Shadowboxin'"                                         | 3:30   | - Intro/primo verso/terzo verso: Method Man - Secondo verso: GZA                                              | - "Trouble, Heartaches & Sadness" di Ann Peebles - Dialoghi da Shaolin Vs Lama |
| 9   | "Hell's Wind Staff / Killah Hills 10304"               | 5:09   | - Intro: RZA, GZA, Masta Killa, Dreddy Kruger - Unico verso: GZA                                              | - "Lost in Love" di New Edition |
| 10  | "Investigative Reports"                                | 3:50   | - Ritornello: U-God - Primo verso: Raekwon - Secondo verso: GZA - Terzo verso: Ghostface Killah               | - "I'd Be So Happy" di Three Dog Night |
| 11  | "Swordsman"                                            | 3:21   | - GZA | |
| 12  | "I Gotcha Back"                                        | 5:01   | - Ritornello/voce secondaria: RZA - Versi/ritornello: GZA                                                     | - "As Long As I've Got You" dei The Charmels - Dialoghi da Shogun il giustiziere |
| 13* | "B.I.B.L.E. (Basic Instructions Before Leaving Earth)" | 4:33   | - Killah Priest                                                                                               | - "Our Love Has Died" degli The Ohio Players |

L'asterisco (*) indica una traccia che originariamente era assente sul vinile o sulla musicassetta, ma presente nella riedizione su CD.